# غوجكو زيك
غوجكو زيك (بالسيريلية الصربية: Гојко Зец) هو لاعب كرة قدم ومدرب كرة قدم صربي، ولد في 15 سبتمبر 1935 في Orahovica ‏ في كرواتيا، وتوفي في 3 نوفمبر 1995 في لواندا في أنغولا. لعب مع نادي فودوفاك ‏.